# Camilla Plum
Camilla Plum (født 19. september 1956) er en dansk gastronom. Camilla Plum er uddannet arkitekt, men har siden 1997 drevet den økologiske gård Fuglebjerggaard i Nordsjælland. Hun har skrevet bøger om madlavning, havebrug og bagning, og hun har lavet DR2 madprogrammerne Boller af stål og Camilla Plum og den sorte gryde. Camilla Plum er desuden foredragsholder, forfatter og madskribent for Politiken, og hun har lavet en række madprogrammer for Danmarks Radio.

## Biografi
Hun er datter af Niels Munk Plum og hustru Lise Plum, der igen er datter af entreprenør H.J. Henriksen som grundlagde H+H Beton. Camilla takkede som ung nej til sin del af arven fra forældrene, og formuen blev i stedet brugt til at grundlægge Enkefru Plums Støttefond. Pengene (ca. 300 millioner kr.) er i dag væk og hævdes at være brugt til fondens advokats honorarer og bestyrelsesmedlemmernes egne projekter. Fonden lukkede i januar 2010 med et underskud på 25 millioner.
Lise Plum arrangerede, mens hun levede, at Camilla kunne overtage Danmarks første økologiske restaurant Cap Horn i Nyhavn i København, som Lise Plum ikke kunne drive på grund af en kræftsygdom.
Camilla Plum har været gift med Per Kølster, og de drev indtil 2011 sammen "Fuglebjerggård". De har sammen to børn, og derudover har Camilla tvillingedrenge fra et tidligere ægteskab.